# Андерс Фріден
Пе́р А́ндерс Фрі́ден (швед. Pär Anders Fridén, 25 березня 1973, Гетеборг, Швеція) — шведський вокаліст та музичний продюсер, найбільш відомий виступами у гетеборзькому метал-гурті In Flames.

## Біографія
Андерс Фріден народився в районі Аскім шведського міста Гетеборг. У 10-річному віці Андерс відкрив для себе Depeche Mode та Iron Maiden і, за його ж власними словами, довго не міг визначитися, який же стиль йому більше до вподоби. Втім, незабаром хлопця захопила значно важча та швидша музика, хоч він і залишився назавжди фанатом Depeche Mode.
У грудні 1989 року Андерс з друзями створив гурт Septic Broiler, який згодом було перейменовано на Dark Tranquillity. Разом з командою Фріден записав три демо-релізи та дебютний альбом «Skydancer». У 1994 році шляхи Фрідена і Dark Tranquillity розійшлися. За словами Мікаеля Станне, одразу після запису дебютного альбому стало зрозуміло, що подальшої співпраці не вийде, тому гурт вирішив змінити вокаліста.
Після виходу зі складу Dark Tranquillity Фріден приєднався до гетеборзького гурту Ceremonial Oath. Значних успіхів у музичному плані з цією командою він так і не досяг, натомість познайомився з Єспером Стрьомбладом. Музиканти перетнулися у Ceremonial Oath на зовсім короткий час — Стрьомблад якраз йшов з гурту, аби зосередитися на роботі в In Flames, а Фріден замінив у колективі Оскара Дроньяка.

## Дискографія

### Музичні альбоми
| Група             | Альбом                                    | Рік  | Формат     | Лейбл                         |
| Dark Tranquillity | Enfeebled Earth (як група Septic Broiler) | 1990 | Демо-запис |                               |
| Dark Tranquillity | Trail of Life Decayed                     | 1991 | Демо-запис |                               |
| Dark Tranquillity | A Moonclad Reflection                     | 1992 | Демо-запис |                               |
| Dark Tranquillity | Skydancer                                 | 1993 | Альбом     | Spinefarm Records             |
|                   |                                           |      |            |                               |
| Ceremonial Oath   | Carpet                                    | 1995 | Альбом     | Black Sun Records             |
|                   |                                           |      |            |                               |
| In Flames         | The Jester Race                           | 1996 | Альбом     | Nuclear Blast                 |
| In Flames         | Black-Ash Inheritance                     | 1997 | EP         | Nuclear Blast                 |
| In Flames         | Whoracle                                  | 1997 | Альбом     | Nuclear Blast                 |
| In Flames         | Colony                                    | 1999 | Альбом     | Nuclear Blast                 |
| In Flames         | Clayman                                   | 2000 | Альбом     | Nuclear Blast                 |
| In Flames         | The Tokyo Showdown                        | 2001 | Live       | Nuclear Blast                 |
| In Flames         | Reroute to Remain                         | 2002 | Альбом     | Nuclear Blast                 |
| In Flames         | Trigger                                   | 2003 | EP         | Nuclear Blast                 |
| In Flames         | Soundtrack to Your Escape                 | 2004 | Альбом     | Nuclear Blast                 |
| In Flames         | Used & Abused in Live We Trust            | 2005 | Live DVD   | Nuclear Blast                 |
| In Flames         | Come Clarity                              | 2006 | Альбом     | Nuclear Blast, Ferret Music   |
| In Flames         | A Sense of Purpose                        | 2008 | Альбом     | Nuclear Blast, Koch Records   |
| In Flames         | Sounds of a Playground Fading             | 2011 | Альбом     | Nuclear Blast, Razzia Records |
| In Flames         | Siren Charms                              | 2014 | Альбом     | Sony Music Entertainment      |
| In Flames         | Battles                                   | 2016 | Альбом     | Nuclear Blast                 |
| In Flames         | Down, Wicked & No Good                    | 2017 | EP         | Eleven Seven Music            |
| In Flames         | I, The Mask                               | 2019 | Альбом     | Nuclear Blast                 |
|                   |                                           |      |            |                               |
| Passenger         | Passenger                                 | 2003 | Альбом     | Century Media Records         |
|                   |                                           |      |            |                               |

### Співпраця
| Група                   | Альбом                       | Рік  | Треки                                                            |
| Dark Tranquillity       | The Mind's I                 | 1997 | «Hedon» (мантра)                                                 |
| Misanthrope             | Visionnaire                  | 1997 | «Hands of the Pupetters» (бек-вокал)                             |
| Grievance               | The Phantom Novels           | 1999 | «Atrocity Upon Deceptions», «A Devil's Rhyme», «The Mask of Sin» |
| Cemetery 1213           | The Beast Divine             | 2000 | «AntiChrist 3000»                                                |
| Caliban                 | The Awakening                | 2007 | «I See The Falling Sky»                                          |
| Nuclear Blast All-Stars | Out of the Dark              | 2007 | «Dysfunctional Hours»                                            |
| Pendulum                | Immersion                    | 2010 | «Self Versus Self»                                               |
| Orphei Drängar          | Orphei Drängar               | 2012 | «I Dreamed a Dream»                                              |
| Мартін Рубашов          | Antler                       | 2017 | «Black Elk»                                                      |
| The Bloody Beetroots    | The Great Electronic Swindle | 2017 | «Irreversible»                                                   |
| Within Temptation       | Resist                       | 2019 | «Raise Your Banner»                                              |
| From Ashes To New       | Panic                        | 2020 | «Scars That I'm Hiding»                                          |
| Nita Strauss            | The Call of the Void         | 2023 | «The Golden Trail»                                               |
| Vola                    | Friend of a Phantom          | 2024 | «Cannibal»                                                       |

### Продюсування та студійна робота
| Група               | Альбом                           | Рік  | Роль                                    |  |
| Armageddon          | Crossing the Rubicon             | 1997 | Студійний інженер                       |  |
| Sacrilege           | The Fifth Season                 | 1997 | Студійний інженер                       |  |
| Opeth               | My Arms, Your Hearse             | 1998 | Со-продюсер, студійний інженер          |  |
| Nightshade          | Devil                            | 1998 | Запис                                   |  |
| Haddock             | Haddock                          | 1998 | Запис                                   |  |
| Withering Surface   | The Nude Ballet                  | 1998 | Мастеринг                               |  |
| Embraced            | Amorous Anathema                 | 1998 | Продюсер, міксування                    |  |
| Sparzanza           | Thirteen                         | 1998 | Продюсер                                |  |
| Spiritual Beggars   | Mantra III                       | 1998 | Студійний інженер                       |  |
| Hypnosia            | Violent Intensity                | 1999 | Продюсер, студійний інженер, міксування |  |
| Malevolence         | Martyrialized                    | 1999 | Запис (гітари, вокал)                   |  |
| Sins of Omission    | The Creation                     | 1999 | Запис                                   |  |
| Raise Hell          | Not Dead Yet                     | 2000 | Со-продюсер                             |  |
| Dark Tranquillity   | Haven                            | 2000 | Студійний інженер                       |  |
| Fleshcrawl          | As Blood Rains from the Sky…     | 2000 | Студійний інженер                       |  |
| Mrs. Hippie         | Lotus                            | 2000 | Міксування                              |  |
| Madrigal            | I Die, You Soar                  | 2001 | Продюсер, запис                         |  |
|                     |                                  |      |                                         |  |
| Dimension Zero      | Silent Night Fever               | 2002 | Со-продюсер                             |  |
| Dimension Zero      | Penetrations from the Lost World | 2003 | Продюсер (треки 5—6)                    |  |
| Dimension Zero      | This Is Hell                     | 2003 | Со-продюсер                             |  |
|                     |                                  |      |                                         |  |
| Deathstars          | Synthetic Generation             | 2003 | Студійний інженер, запис                |  |
| Dispatched          | Terrorizer (The Last Chapter…)   | 2003 | Продюсер, мастеринг                     |  |
| Burst               | Prey on Life                     | 2003 | Продюсер (додатковий продакшн)          |  |
|                     |                                  |      |                                         |  |
| Caliban             | The Opposite from Within         | 2004 | Продюсер                                |  |
| Caliban             | The Undying Darkness             | 2006 | Продюсер                                |  |
|                     |                                  |      |                                         |  |
| Engel               | Absolute Design                  | 2007 | Міксування                              |  |
| The Destiny Program | Subversive Blueprint             | 2007 | Продюсер                                |  |

## Особисте життя

### Сімейне життя
- Дружина — Хелена Ліндсйо. Допомагала Андерсу у написанні текстів до пісень «Reroute to Remain» та «Dismiss the Cynics», що увійшли до шостого студійного альбому In Flames «Reroute to Remain»[5].
- Діти — донька Агнес та син Едвін. Їх імена витатуйовані на правій руці Андерса. На честь народження доньки Фріденом була написана пісня «Come Clarity», що стала головною у однойменному альбомі 2006 року. Сину Андерс присвятив трек «Here Until Forever» (альбом Battles, 2016)[6].
- Також має молодшого брата на ім'я Магнус, який з'являвся під час студійної рекординг-сесії «The Quite Place».

### Хобі та інтереси
- Цікавиться футболом та вболіває за шведський клуб «Гетеборг»[7].